# Komutacijska matrika
Komutacijska matrika je matrika, ki se uporablja za pretvorbo vektorske oblike matrike v vektorsko obliko njene transponirane matrike. 
Komutacijska matrika K(m,n) ima razsežnost {\displaystyle mn\times mn\,}  za katerokoli matriko {\displaystyle A\,} z razsežnostjo {\displaystyle m\times n\,}, ki pretvori vec(A) v vec(AT):
{\displaystyle K^{(mn)}vec(A)=vec(A^{T})\,}
kjer je
- {\displaystyle vec(A)\,} stolpični vektor z razsežnostjo {\displaystyle mn\times 1\,}, ki ga dobimo tako, da postavimo stolpce matrike {\displaystyle A\,} enega nad drugega

{\displaystyle vec(A)=[A_{11},\dots ,A_{m1},A_{m2},\dots ,A_{1n},\dots ,A_{mn}]^{T}\,}
Glavna uporaba komutacijske matrike je pri komutiranju   (glej  komutativnost) Kroneckerjevega produkta, kjer za vsako matriko {\displaystyle A\,} z razsežnostjo {\displaystyle m\times n\,} in matriko {\displaystyle B\,} z razsežnostjo {\displaystyle r\times q\,}, velja
{\displaystyle K^{(mn)}(A\otimes B)K^{(nq)}=B\otimes A\,}